# Antonio Berni
Delesio Antonio Berni (14. května 1905 Rosario – 13. října 1981 Buenos Aires) byl argentinský malíř a kolážista.
Pocházel z rodiny italských přistěhovalců. Již v dětství upozornil na svůj výtvarný talent a v patnácti měl první výstavu. Patřil do okruhu avantgardních umělců Grupo de Florida. V letech 1925 až 1931 pobýval v Evropě, kde studoval na pařížské Académie de la Grande Chaumière a svůj původně impresionistický styl obohatil o postupy surrealismu a kubismu. Spřátelil se také s Louisem Aragonem, který ovlivnil jeho politické názory: Berni kritizoval vojenskou diktaturu Josého Félixe Uriburua a vstoupil do Komunistické strany Argentiny.
Po návratu do Argentiny stál u zrodu hnutí „nového realismu“, které přestavovalo návrat k figurativnímu umění a zabývalo se aktuální sociální problematikou. Jeho obrazy se vyjadřovaly k politickým represím, k nebezpečí války či k devastaci lesů v provincii Santiago del Estero, vytvářel asambláže s využitím předmětů nalezených na skládkách. Vytvořil fiktivní postavy nazvané Juanito Laguna a Ramona Montielová, které zachycoval v situacích typických pro život v chudinských čtvrtích Buenos Aires. Tyto postavy se objevily také v písních Mercedes Sosy.
Byl členem Národní akademie výtvarných umění a posmrtně obdržel Cenu Konex.